# شومون آراتامه
شومون آراتامه (به ژاپنی: 宗門改)، سیاست مذهبی و سیاست کنترل عمومی بود که توسط شوگون‌سالاری توکوگاوا در ژاپن در دوره ادو اجرا می‌شد. شومون آراتامه سیستمی برای تحقیق دربارهٔ مذهبی بود که مردم به آن معتقد بودند. این سیستم به منظور شناسایی مسیحیان پس از فرمان ممنوعیت مسیحیت در ۳۱ ژانویه ۱۶۱۴ ایجاد شد، اما پس از اواسط دوره ادو، به  سیستم ثبت فرقه مذهبی  تغییر کرد.